# Józef Kopocz
Józef Kopocz (ur. 2 września 1931 w Pszczynie, zm. 6 kwietnia 2015 roku) – polski dziennikarz, prezenter telewizyjny i konferansjer, związany z katowickim ośrodkiem Telewizji Polskiej.

## Życiorys
Bratanek Pawła (1898–1971), adwokata i działacza politycznego, posła do Sejmu Śląskiego (1930) i na Sejm RP (1930–1935). Józef Kopocz studiował na wydziale wychowania fizycznego Uniwersytetu Jagiellońskiego w Krakowie, uczęszczał również na kursy z dziedziny historii sztuki, aktorstwa oraz germanistyki. Pracę w TVP Katowice rozpoczął w 1957 roku, będąc jednym z pierwszych prezenterów stacji. Relacjonował m.in. lot w kosmos Jurija Gagarina (1961) oraz lądowanie na Księżycu (1969). Oprócz pracy w telewizji zajmował się prowadzeniem imprez estradowych (m.in. XIII Krajowy Festiwal Piosenki Polskiej w Opolu) oraz komentowaniem imprez sportowych (zimowe i letnie igrzyska olimpijskie). Grywał również epizodyczne role w filmach i serialach (6 milionów sekund - 1983, Sprawa się rypła - 1984). Na emeryturę odszedł w 1992 roku.